# NGC 2466
NGC 2466 (другие обозначения — ESO 59-18, IRAS07456-7117, PGC 21714) — спиральная галактика (Sc) в созвездии Летучая Рыба.
Этот объект входит в число перечисленных в оригинальной редакции «Нового общего каталога».
В галактике вспыхнула сверхновая SN 2003gh типа Ia, её пиковая видимая звездная величина составила 15,7.